# Hexano
Hexano é um hidrocarboneto alcano com a fórmula química CH3(CH2)4CH3. O prefixo "hex" refere-se aos seus seis atómos de carbono, ao passo que a terminação "an" indica que os seus carbonos estão conectados por ligações simples. Os isómeros de hexano são altamente irreactivos, e são frequentemente usados como solvente inerte em reacções orgânicas. São também componentes comuns da gasolina.
Identificação sobre perigos
Perigos físicos e químicos : Liquido inflamável
Perigos específicos : liquido inflamável e nocivo
Efeitos potenciais para a saúde :
- Efeitos adversos para a saúde humana : Produto que altera o comportamento.
- Principais sintomas : Se a exposição for prolongada, pode causar dor de cabeça, náuseas, tonteiras, perturbações visuais e auditivas, além de excitação.
- Periculosidade: altamente inflamável.